# Wackerballig

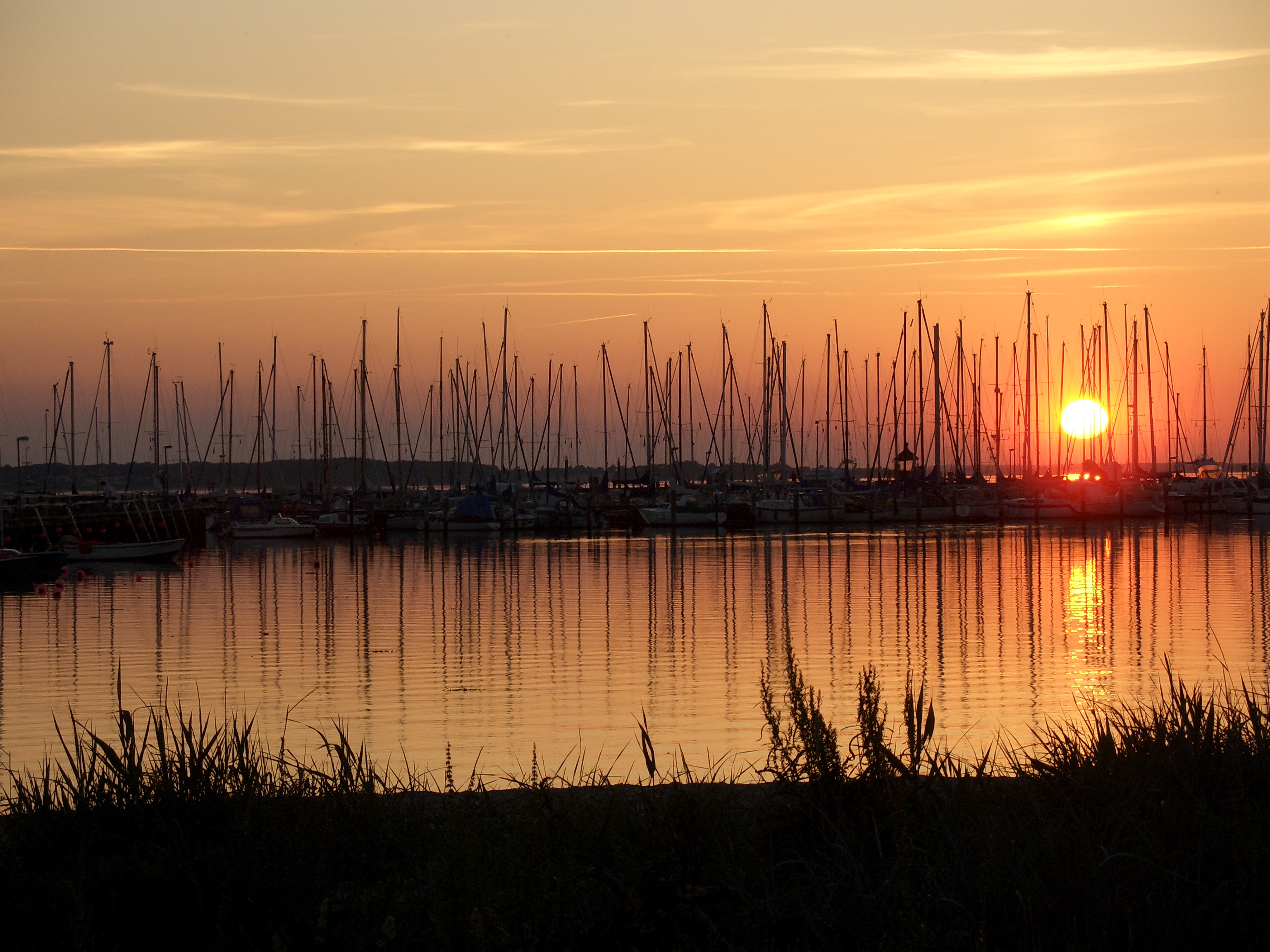
Sonnenuntergang über dem Yachthafen von Wackerballig

Wackerballig (dänisch Vakkerballe) ist ein Teil der Gemeinde Gelting im Kreis Schleswig-Flensburg, Schleswig-Holstein. Der Gemeindeteil befindet sich im östlichen Teil der Halbinsel Angeln direkt an der Flensburger Förde.
Wackerballig bietet einen Campingplatz, mehrere Ferienhäuser, mehrere Parkplätze, Wohnmobil-Stellplätze und einen Yachthafen mit 230 Liegeplätzen. Der als Inselhafen gebaute Yachthafen ist Ausgangspunkt für Segeltörns in die Dänische Südsee sowie nach Sonderburg oder Flensburg. Einkaufsmöglichkeiten sind nicht vorhanden, diese gibt es im etwa einen Kilometer entfernten Gelting.
Der Ort wurde wie Gelting erstmals 1231 im Erdbuch Waldemars des Siegers als Wakærbol genannt. Die Endung bol (dänisch bøl ‚büll‘) steht für Ort, Siedlung und wurde später zu ballig (dänisch balle) umgedeutet. Der Name Wacker (urnordisch WakraR) ist ein Rufname, der den gleichen Stamm hat wie das heutige deutsche Wort „wacker“ und das altnordische „vakr“ (altn: wach, achtsam), welches in allen skandinavischen Sprachen fortgeführt wurde. Wackerballig stand immer unter der Administration des nahe gelegenen Gutes Gelting.